# Selbstverstümmelung

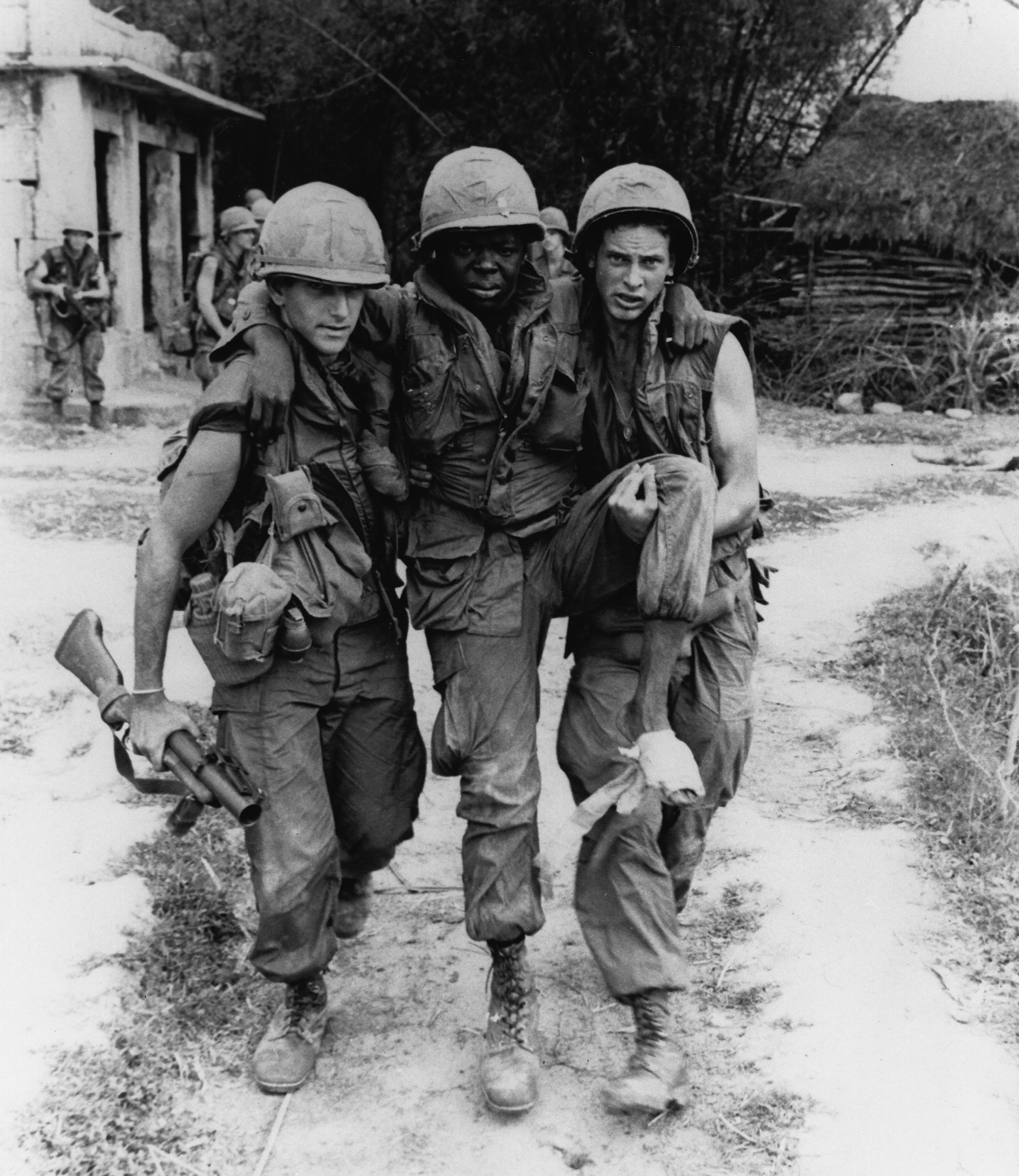
Ein US-Soldat schoss sich während des Massakers von My Lai absichtlich in den Fuß, um nicht daran teilzunehmen

Selbstverstümmelung (in der Fachsprache Automutilation) bezeichnet die mutwillige Beschädigung des eigenen Körpers beim Menschen. Bei Tieren wird der Fachausdruck „Autotomie“ verwendet.
Sie ist zu unterscheiden von selbstverletzendem Verhalten (SVV), das dem Aggressions- und Spannungsabbau oder der Selbstbestrafung dient. Bei der Selbstverstümmelung besteht (meist) keine suizidale Absicht.

## Rechtliche Beweggründe
Ein Grund für die Selbstverstümmelung kann zum Beispiel die Vermeidung der Einziehung zum Kriegsdienst sein. In Ägypten gab es aus diesem Grunde zeitweise eine militärische Abteilung für Einäugige, da zu viele Ägypter versucht hatten, der Teilnahme an einem Krieg durch das Entfernen eines Auges zu entgehen.
Im Jahr 2008 wurden 92 südkoreanische Fußballer angeklagt, die durch exzessive Hantelübungen ihre Schultern so sehr verletzt hatten, dass schließlich ein chirurgischer Eingriff erforderlich war und sie dadurch zum Zeitpunkt ihrer Musterung zum Wehrdienst untauglich waren.
Selbstverstümmelungen fanden und finden sich auch bei Frontsoldaten, die eine Verlegung in ein Lazarett oder in die Heimat anstreben (siehe auch Heimatschuss).
Ein anderes Motiv kann im Vorsatz zum Betrug zu Lasten einer Versicherung liegen, indem durch die Selbstverstümmelung zum Beispiel eine Arbeitsunfähigkeit erreicht wird oder eine Leistung aus einer Unfallversicherung beansprucht wird.

## Selbstverstümmelung in der Religion
Selbstverstümmelung wurde auch von manchen Anhängern religiöser Gruppen verübt. In der Antike waren die Priester der Göttin Kybele Eunuchen. Jedes Jahr zur Zeit des Frühlingsfestes fanden rauschhafte Festzüge der Priester und Anhänger Kybeles statt, bei denen sich Jünglinge in Frauenkleidern mit einem Zeremonienschwert oder scharfkantigen Gegenständen die Genitalien abschnitten, die sie dann in die Menge der Zuschauer warfen. Diese mussten den Eunuchen-Neuling dann mit Frauenkleidern ausstatten.
Die Angehörigen der Skopzen entfernten sich – durch Interpretation von Bibelstellen motiviert – Hoden und Penis beziehungsweise die Brüste und die Klitoris.
In Indien entmannen sich bis auf den heutigen Tag die Hijra, eine Minderheit aus Transgender- und intersexuellen Menschen.

## Automutilation bei Erkrankungen

### Psychiatrie
Selbstverstümmelung kann bei Menschen vorkommen, die an einer psychischen Krankheit leiden, beispielsweise Persönlichkeitsstörungen, Rentenneurose, Schizophrenie, wahnhaften Störungen.
Eine besondere Form stellt die Selbstverstümmelung bei Personen mit Body Integrity Identity Disorder (BIID) dar. Hierbei handelt es sich um Menschen mit einer gestörten Körperwahrnehmung, die den Wunsch verspüren, eine oder mehrere ihrer Gliedmaßen zu entfernen. Dabei kann der als störend empfundene Körperteil einen so großen Leidensdruck erzeugen, dass sich einige Betroffene (wenn sie keinen Arzt finden, der ihren Amputationswunsch erfüllt) zur Selbstverstümmelung entschließen.
Auch anthropophagische Tendenzen (Kannibalismus) können zur Selbstverstümmelung führen, wenn sie sich nicht gegen andere richten.
Der Drang zu genitaler Selbstverstümmelung wird Skoptisches Syndrom genannt.
Apotemnophilie ist ein 1977 vom amerikanischen Psychologen John Money geprägter Begriff für den sexuellen Lustgewinn durch Amputation gesunder Gliedmaßen des eigenen Körpers. Die Existenz einer solchen psychiatrischen Störung ist jedoch unter Fachleuten umstritten.

### Pädiatrie
Beim Lesch-Nyhan-Syndrom kann es im Rahmen schwerer Verlaufsformen zur Automutilation mit Finger- und Lippenbeteiligung kommen.

## Rechtliche Beurteilung (im Zusammenhang mit Wehrpflicht)

### Schweiz
Nach Art. 95 Militärstrafgesetz wird die (Selbst-)Verstümmelung mit Freiheitsstrafe bis zu 3 Jahren oder Geldstrafe bestraft; in Kriegszeiten kann auf Freiheitsstrafe bis zu 20 Jahren (vgl. Art. 34 Abs. 2) erkannt werden.

### Deutschland
Für Soldaten der Bundeswehr ist die Selbst- und Fremdverstümmelung nach § 17 WStG (Wehrstrafgesetz) strafbar. 
Ist der Täter oder der Verstümmelte kein Soldat, ist die (Selbst-)Verstümmelung bei entsprechendem Vorsatz als ein Unterfall der Wehrpflichtentziehung strafbar (seit Aussetzung der Wehrpflicht in Deutschland 2011 nur noch bei Begehung im Hinblick auf Spannungs- oder Verteidigungsfall relevant). So macht sich jemand wegen „Wehrpflichtentziehung durch Verstümmelung“ nach § 109 StGB durch Verstümmelung des eigenen Körpers strafbar, wenn der Verstümmelte hierdurch zur Erfüllung der Wehrpflicht ganz (§ 109 Absatz 1 StGB) oder zeitweise bzw. für eine bestimmte Verwendung für die Erfüllung der Wehrpflicht (jeweils § 109 Abs. 2 StGB) untauglich wird. „Verstümmelung“ bedeutet die Entfernung oder Unbrauchbarmachung eines Teils des Körpers (Gliedmaßen, Organe), und zwar ohne Rücksicht auf die Art der Ausführung. Der Begriff der Wehrpflicht umfasst jede Tätigkeit, die das Wehrpflichtgesetz verlangt, und bestimmt sich nach den §§ 1 bis 3 Wehrpflichtgesetz (WPflG). Daher fällt nach § 3 Abs. 1 in Verbindung mit § 25 WPflG auch der Zivildienst des  Kriegsdienstverweigerers hierunter. Der Strafrahmen für die dauernde und verwendungsunabhängige Verstümmelung beträgt mindestens drei Monate bis fünf Jahre Freiheitsstrafe (§ 109 Abs. 1 StGB), für die zeitweilige oder verwendungsabhängige Verstümmelung sind bis zu fünf Jahren Freiheitsstrafe oder Geldstrafe angedroht (§ 109 Abs. 2 StGB). 
Wie das Verhältnis der Anwendungsbereiche von § 109 StGB und § 17 WStG zueinander zu bestimmen ist, ist äußerst umstritten.
Im Zweiten Weltkrieg war die Selbstverstümmelung konkret fassbarer Inhalt der im Übrigen ziemlich schwammig ausgestalteten Straftat Wehrkraftzersetzung und wurde regelmäßig mit dem Tod bestraft.